# Sudetoněmecký sbor dobrovolníků
Sudetoněmecký sbor dobrovolníků, též Sudetoněmecký Freikorps, (německy: Sudetendeutsches Freikorps, SdFK), také známí jako Ordneři (podle Ordnergruppe) byla sudetoněmecká polovojenská organizace založená v září 1938 za účelem destabilizace situace v československém pohraničí pomocí ozbrojených útoků, sabotáží a diverze.
SdFK vznikl v září 1938 z nařízení A. Hitlera oficiálně jako obranná organizace sudetských Němců, ve skutečnosti ale za účelem destabilizace situace v československém pohraničí pomocí ozbrojených útoků, sabotáží a diverze. V tomto období kulminovala tzv. sudetoněmecká krize, kdy československé úřady vojenskou silou potlačily Henleinův pokus o puč. Útoky proti objektům státní moci i proti civilnímu obyvatelstvu vyvrcholily do té míry, že některá československá území musela být dobývána zpět vojenskou silou, jiná se podařilo znovu získat až po 2. světové válce. Společně s diplomatickou a propagandistickou činností byla činnost SdFK jednou z příčin odtržení části území Československa prostřednictvím Mnichovské dohody a de facto i zániku zbytku ČSR v březnu 1939.

## Historie
V květnu 1938 došlo k dalšímu dramatickému vývoji ve stále se zhoršujícím vztahu vlády ČSR a sudetoněmeckého hnutí představovaného Sudetoněmeckou stranou (SdP) a jejím předsedou Konradem Henleinem. Již v březnu 1938 obdržel od Hitlera rozkaz klást československé vládě takové požadavky, které nebude moci či nebude ochotna splnit. Proto 24. dubna 1938 v Karlových Varech zveřejnil tzv. 8 karlovarských bodů; v nich se sudetoněmecké hnutí přihlásilo k nacionálnímu socialismu, požadoval pro Sudety samostatnost v podobě vlastní správy a samostatného území a odškodnění za příkoří spáchané na Němcích v roce 1918, což byly požadavky již rozpuštěné Německé nacionálně socialistické strany dělnické (Deutsche Nationalsocialistische Arbeiterpartei, DNSAP). To však československá vláda odmítla. 17. května byly SdP založeny po vzoru SA Freiwilliger Schutzdienst (Ochranné oddíly),(FS), následně československou vládou povolené.

### Povolání záložníků

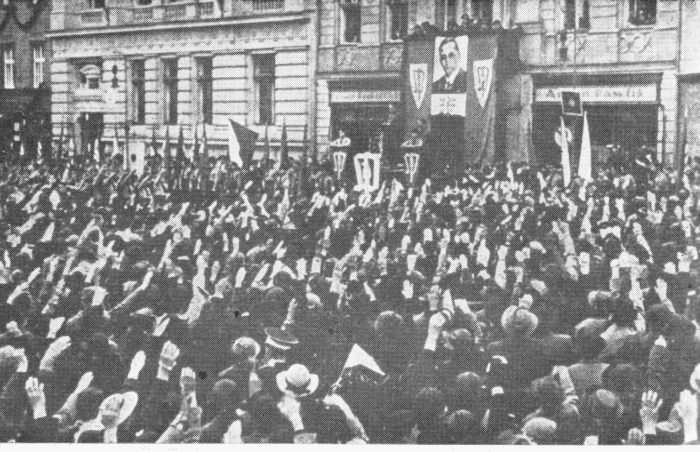
Demonstrace Sudetendeutsche Partei na 1. máj 1938 v Liberci.

K dalšímu zdramatizování situace přispělo 20. května večer rozhodnutí československé vlády o povolávání záložníků a následném vyhlášení ostrahy hranic. Zároveň byla ministerstvem vnitra nařízena pohotovost praporů Stráže obrany státu (SOS). Družstva SOS, posílená o povolané vojenské zálohy, začala včetně objektů lehkého opevnění obsazovat pohraničí. Důvodem byla obava vlády z vpádu vojenských jednotek nacistického Německa do ČSR. Po uklidnění situace byla 13. června ostraha hranic zrušena, jednotky SOS se začaly stahovat zpět a armádní záložníci byli propouštěni domů. To však mělo za následek další nárůst aktivity příslušníků sudetoněmeckého hnutí: ve velkém množství se z Německa do Československa pašovaly zbraně a propagandistický materiál a prováděla se výzvědná činnost. Pohraniční služba nebyla schopna tento nával zvládat, protože se tak dělo na území s velkou převahou sudetoněmeckého obyvatelstva, které z velké většiny tuto činnost vnímalo jako pomoc své „pravé vlasti” sudetským Němcům.
3. srpna zahájila svou činnost Runcimanova komise, která byla završením snahy Velké Británie a Francie o diplomatické řešení sudetoněmeckého problému. Komise byla do ČSR vyslána s úmyslem získat obecný přehled o krizové situaci.

### Sudetoněmecké povstání

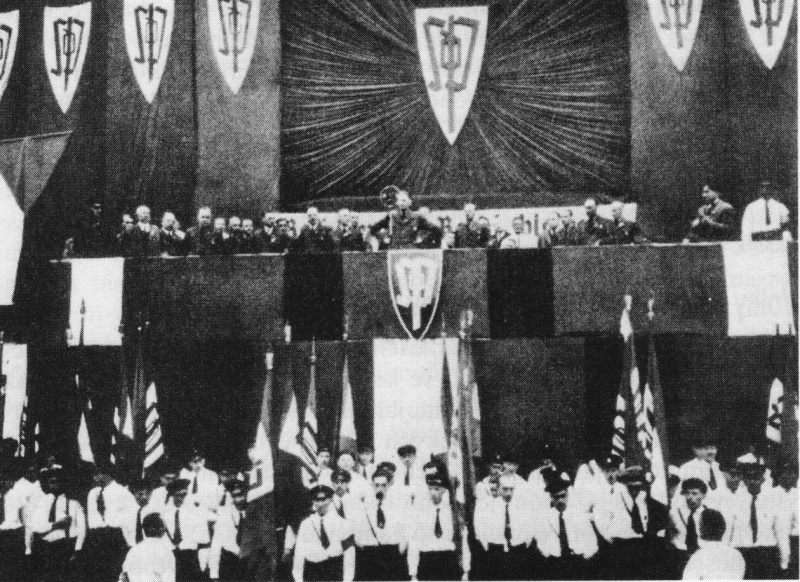
K. H. Frank na sjezdu Sudetoněmecké strany v dubnu 1938

12. září 1938 pronesl na sjezdu NSDAP v Norimberku Adolf Hitler očekávaný projev, ve kterém mj. prohlásil, že Němci v Československu nejsou ani bezbranní ani opuštění. Tento projev se stal v Sudetech signálem k povstání (od 10. září ale již probíhaly masové demonstrace sudetských Němců, na kterých bylo otevřeně deklarováno přání po samostatnosti Sudet). FS začaly organizovat první teroristické a sabotážní akce proti objektům státní správy na území ČSR. Útoky nebyly nijak koordinovány a byly vedeny proti policejním stanicím, celním úřadům a vojenským objektům. Cílem bylo získávání zbraní a snaha o další destabilizaci situace v čs. pohraničí. Československá vláda reagovala 13. září vyhlášením stanného práva pro zločin vzbouření ve 22 pohraničních okresech a vysláním vojska. Tomu se podařilo situaci uklidnit.
Dne 16. září československá vláda rozpustila SdP. Mnozí funkcionáři proto prchli do Německa. Týž den vznikl návrh na založení organizace po vzoru německých Freikorps. 16. září s tímto návrhem seznámil Hitlera Karl Hermann Frank, v ten samý den byla i velením praporů SOS vyhlášena pohotovost. Hitler Frankův návrh již 17. září ráno podpořil svým podpisem (ještě pod názvem Ochranné sbory v tyto dny provedly skupiny sudetoněmeckých ozbrojenců další útoky proti čs. institucím), čímž Sudetoněmecký Freikorps vznikl oficiálně (původní název, který nesl Henleinovo jméno (Freikorps Henlein), ale Hitler zakázal). Následně začaly Československo opouštět tisíce sudetských Němců (důvodem bylo jednak stanné právo a také snaha vyhnout se nástupu do československé armády). Ti se poté v Německu začali podrobovat bojovému výcviku pod dohledem instruktorů z Wehrmachtu, SA a SS. 17. září v rozhlasovém projevu K. Henlein již otevřeně vyzval ke zničení Československa.
Dne 18. září Hitler dálnopisem vrchnímu velení armády jasně určil účel SdFK: ochrana sudetských Němců a vyvolávání nepokojů v československém pohraničí.Ten den vydal i K. Henlein jako vůdce SdFK rozkaz č. 1, ve kterém oznámil vznik sboru a určil závazné podmínky pro vstup.

### Zahájení činnosti

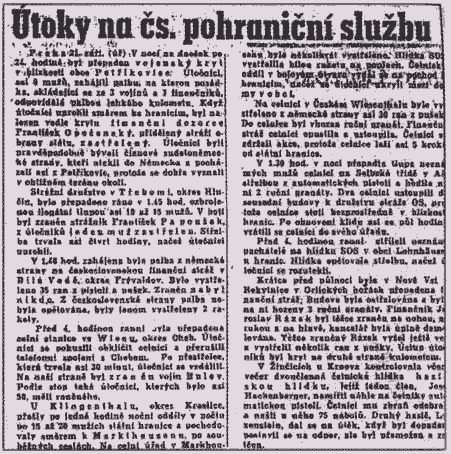
Noviny informující o útocích sudetoněmeckých teroristů na četnické stanice

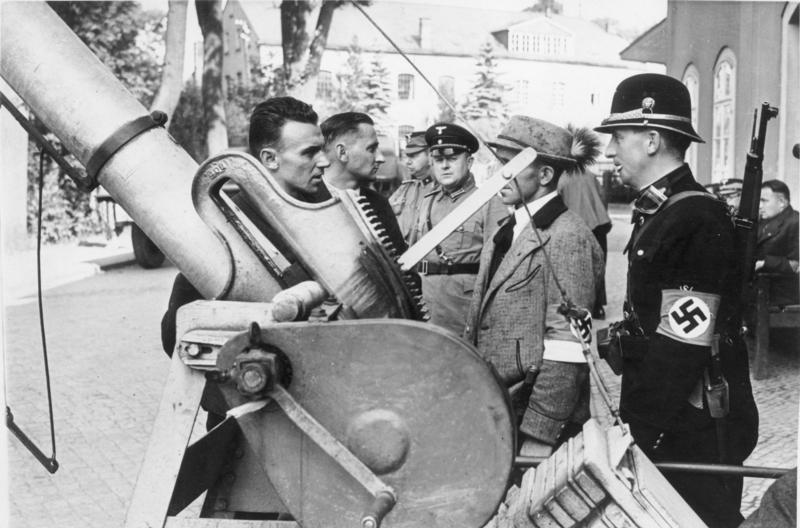
Sudetoněmecký policista překračuje během své služby hranice na německé celnici v Soběnicích 23. září 1938.

Své první akce zahájila SdFK 19. září útokem v Ašském výběžku. Původní záměr, masové útoky ale nebyly uskutečňovány zejména z nedostatečného vyzbrojení příslušníků SdFK (do konce činnosti SdFK se podařilo vyzbrojit pouze polovinu jejich členů, na což si vedení SdFK v hlášeních opakovaně stěžovalo) a dále kvůli nesouhlasu velení německé armády s masovými a nekoordinovanými akcemi proti území ČSR, které mohly vyvolat nežádoucí reakci z československé strany i ze strany mocností. Na žádost velení Hitler nařídil 20. září dokonce omezení počtu akcí. Útoky měly být nadále vedeny pouze proti přesně určeným cílům a pouze skupinami s maximálním počtem 12 členů. Existence SdFK měla být, opět s ohledem na mocnosti, utajena. Naproti tomu německý pronacistický tisk zahájil protičeskoslovenskou kampaň, v níž obviňoval čs. ozbrojené síly z vražd německých žen a dětí či organizovaného žhářství.
Tyto útoky se pro Československou armádu, SOS a finanční stráže staly nepříjemnými. Po mobilizaci se čs. armáda navíc stáhla od hranic na strategickou obrannou linii, což v důsledku vedlo k tomu, že československá vláda ztratila v některých obcích svou moc. Svou roli sehrála i obava čs. úřadů z toho, že by tvrdší postup proti útočníkům mohl být zneužit jako záminka pro německý útok; zajatí ozbrojení příslušníci SdFK byli obratem propouštěni, platil zákaz používání zbraní proti útočníkům, obsazené objekty čs. moci neměly být dobývány zpět atd.
Dne 21. září se Hodžova vláda podvolila britsko-francouzským požadavkům na odstoupení části českého pohraničí a přijala podmínky tzv. Mnichovské dohody. 22. září proběhla po celé ČSR generální stávka vyjadřující nesouhlas občanů s přijetím podmínek smlouvy, na což vláda reagovala podáním demise. Týž den byla jmenována úřednická vláda gen. Syrového (tzv. vláda obrany republiky). V průběhu dne byla také vyhlášena úplná bojová pohotovost opevnění a jednotky SOS byly podřízeny armádnímu velení. Již v noci z 22. na 23. září uskutečnily oddíly SdFK společně s příslušníky SA a SS velký přepad československého území a obsadily Ašský výběžek včetně Aše. Toto území získalo Československo zpět až v roce 1945. 23. září ve 22.50 vyhlásila Syrového vláda mobilizaci československé branné moci. K 28. září již bylo ve zbrani 1,25 milionu československých vojáků, kteří postupně obsazovali pohraniční opevnění a pozice na čs.-německých hranicích. Německé obyvatelstvo (zejména muži, kteří se odmítali podrobit branné povinnosti) začali na rozhlasovou výzvu z Říše hromadně prchat do Německa, jihomoravané do Ost Marky – bývalého Rakouska. (Ve svých vzpomínkách, uveřejněných v sudetoněmeckých tiskovinách, uvádějí, že někteří nakonec skončili ve vídeňských kasárnách, kde si s nimi nevěděli rady, neboť Wehrmacht je nepotřeboval, vše už bylo přesně naplánované. Těšili se, že do svých vsí vpochodují společně s Wehrmachtem jako hrdinové, ale i z toho sešlo: svůj úkol už splnili, a Hitler se nechtěl o své vítězství s nikým dělit. Domů se vraceli až po obsazení svých vsí Wehrmachtem. Osvobozením a připojením k Říši získali říšské občanství s povinností narukovat do Wehrmachtu, což vzápětí následovalo. „Vítězství“ začalo dostávat hořkou příchuť).[zdroj?]
Proti vyzbrojené a početně silné armádě neměly špatně vyzbrojené a vycvičené oddíly SdFK velké šance. Armádním oddílům, jednotkám SOS a oddílům sudetských Němců, kteří bojovali na straně ČSR (jednalo se o sudetoněmecké sociální demokraty a komunisty, kteří jediní tvořili v Sudetech opozici vůči Henleinově SdP) se podařilo v Sudetech částečně zklidnit situaci. Velení SdFK se proto rozhodlo změnit taktiku. Začaly převládat průzkumné akce, teroristické a sabotážní úkoly pokračovaly v menší míře. S blížícím se datem platnosti Mnichovské dohody (1. říjen 1938) se ale armáda opět začala stahovat na linii opevnění a vyklizené území začaly obsazovat příslušníci SdFK, útočící přitom na pozice oddílů SOS, které musely zůstat na svých místech.

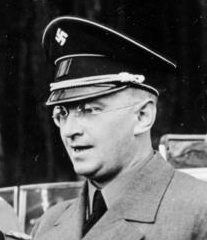
Konrad Henlein (1898–1945) Velitel SFK
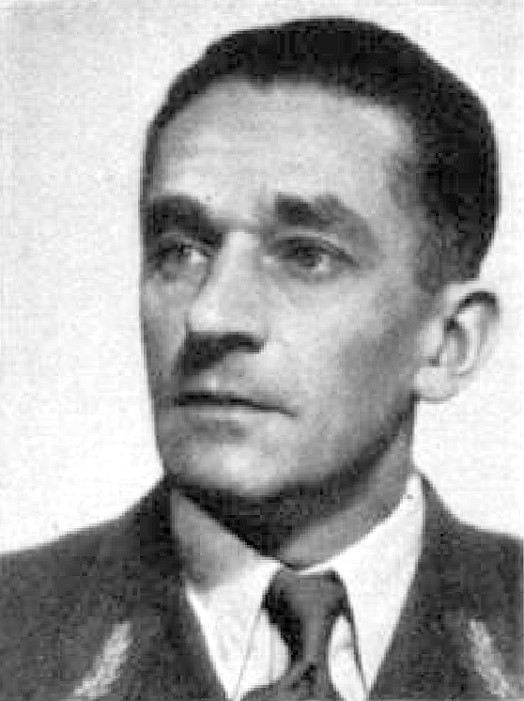
Karl Hermann Frank (1898–1946) Zástupce velitele SFK
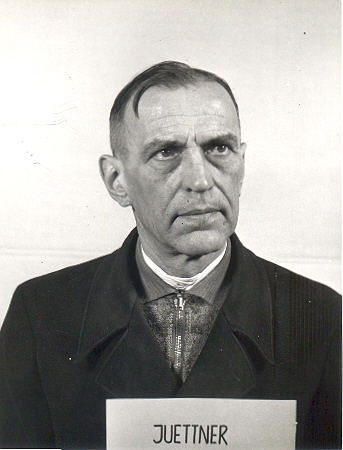
Max Jüttner (1888–1963) Styčný důstojník SA a SFK
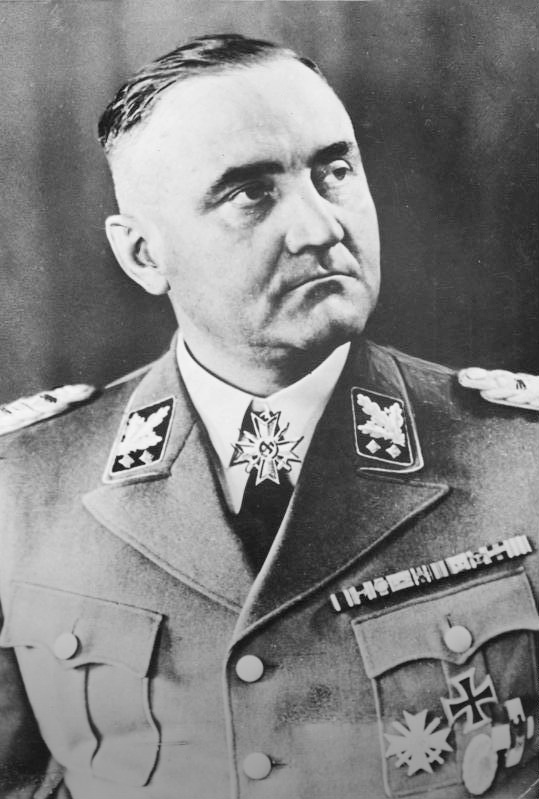
Gottlob Berger (1896–1975) Styčný důstojník SS a SFK

### Mnichovská dohoda
Mnichovská dohoda, podepsaná z 29. na 30. září, vstoupila 1. října v platnost a Wehrmacht začal obsazovat území Sudet, které bylo ČSR nuceno odstoupit Německu. SdFK bylo vrchním velením podřízeno jednotkám Wehrmachtu s tím, že na území Sudet budou příslušníci SdFK vykonávat funkci policistů.
Po obsazení Sudet německou armádou se další existence SdFK ale stala bezpředmětnou a nebyla jí svěřena žádná činnost poté, co starost o bezpečnostní situaci převzala německá policie. 2. října sice proběhlo jednání mezi náčelníkem štábu SdFK Pfrognerem a generálem policie Kurtem Daluegem o dalším využití SdFK, ale to skončilo bez výsledku. Dalším problémem se stalo nezákonné jednání příslušníků SdFK: rabování, konfiskace majetku či zatýkání. Přítrž tomuto jednání musel učinit Henlein ve zvláštním rozkazu. Přestože území Sudet bylo Československem odstoupeno, útoky oddílů SdFK na mnoha místech pokračovaly dál.
Začátkem října začalo váznout zásobování SdFK ze strany Wehrmachtu a SS. Příslušníci SdFK proto začali být postupně odesíláni domů. Rozkazem K. Henleina z 9. října 1938 byl SdFK oficiálně rozpuštěn.

### Po rozpuštění

Reinhard Heydrich (vlevo) a Karl Hermann Frank v roce 1941 na pražském hradě

Bylo stanoveno, že ti členové SdFK, kteří během bojů mezi 20. a 30. zářím utrpěli zranění, budou odškodněni. Dluhy vyplývající z činnosti SdFK (tj. dodávkami ze strany prodejců) měly být kompenzovány německou armádou, což se nikdy nestalo.
Všichni bývalí příslušníci SdFK obdrželi pamětní medaili k 1. říjnu 1938.
Velitelé SdFK byli později začleněni do vojenských či civilních struktur Říše: K. Henlein dosáhl hodnosti generála SS a až do konce války působil jako Gauleiter Sudet. K. H. Frank dosáhl hodnosti generála SS. Po okupaci zbytku Čech a Moravy 15. března 1939 se stal státním tajemníkem říšského protektora pro Čechy a Moravu a později říšským ministrem pro Čechy a Moravu v Hitlerově kabinetu.

### Po druhé světové válce
Po druhé světové válce byla SdFK společně s dalšími odnožemi Freikorps zařazena do jednání Norimberského tribunálu. Ve svém rozsudku označil Mezinárodní vojenský tribunál organizace Freikorps (tedy i SdFK) za teroristické.[zdroj⁠?!] Odsun sudetských Němců z Československa po druhé světové válce je stále vnímán jako přímý důsledek teroristických aktivit SdFK. Podle oběžníku MV ČSR k ústavnímu dekretu presidenta republiky ze dne 2. srpna 1945 o úpravě československého státního občanství osob národnosti německé a maďarské byli mezi osoby, které československé občanství ztrácejí automaticky, zahrnuti i příslušníci SdFK.
Právním podkladem pro stíhání příslušníků SdFK v poválečném Československu byl dekret prezidenta republiky č. 16/1945 Sb.(tzv. Velký retribuční dekret) o potrestání zločinců, zrádců a jejich pomahačů, dále dekret č. 17/1945 Sb. (o Národním soudu) a dekret č. 138/1945 Sb. (tzv. Malý retribuční dekret) o potrestání některých provinění proti národní cti. Jako trestná činnost byla vnímána již samotná příslušnost k SdFK. Soudy totiž nepovažovaly vstup do SdFK za dobový omyl (čímž se obvinění hájili), ale za jejich postoj. Příslušnost k SdFK byla v mnoha případech jen začátkem aktivní činnosti, která pokračovala příslušností k dalším organizacím prohlášeným za zločinecké (SS, SA atd.).
Někteří příslušníci SdFK byli za svou činnost mimořádnými soudy po válce odsouzeni ke ztrátě občanských práv a propadnutí majetku a ve zvlášť závažných případech i k trestu smrti(např. K. H. Frank), příslušnost k SdFK však důvodem pro vynesení absolutního trestu nebyla. Soudy zkoumaly předložené důkazy a svědecké výpovědi a v některých případech vynesly osvobozující rozsudky (nebyly-li důkazy dostatečně průkazné, soudy se řídily podle zásady in dubio mitius, v pochybnostech mírněji) či mírné tresty odnětí svobody v případech, že jednali s úmyslem prospět českému či slovenskému národu, či se prokázala změna postojů obviněných (v pozdějších letech aktivně pomáhali Židům, zajatcům, nuceně nasazeným). Naopak při prokázaném podílu na zločinech proti státu, osobám či majetku byly ukládány vysoké tresty v podobě těžkého žaláře, ztráty občanské cti a ztráty majetku (o občanství a o veškerý majetek byli připraveni prakticky všichni Němci). Mimořádné soudy nesplňovaly obvyklé standardy, např. trest smrti byl vykonáván během 3 hodin po vynesení rozsudku, žádost o milost neměla odkladného účinku, postupovalo se „co možno urychleně“, vyšetřování se nekonalo. Vyhledávání bylo omezeno na „skutečnosti zásadní důležitosti“, prováděl je národní prokurátor.[zdroj?]
Z výkonu trestu byli odsouzení propuštěni po jeho odpykání a dále potom při prezidentské amnestii v roce 1953. Zbytek odsouzených (včetně odsouzených k více než 20 letům či trestům doživotí) byl propouštěn v roce 1955. Všichni odsouzení byli po svém propuštění předáni k odsunu a vysídleni do SRN.

### Hodnocení činnosti
SdFK byla organizace sestavená narychlo s cílem destabilizovat situaci v československém pohraničí a vytvořit vhodné podmínky pro jeho obsazení německými ozbrojenými složkami. Po počátečních úspěších SdFK a územních ziscích nařídil Hitler utlumení činnosti a omezení se na vyvolávání chaosu. Přestože příslušníci SdFK byli špatně vyzbrojeni a nedisciplinovaní, jejich oddíly měly především politickou hodnotu, neboť budily zdání, že se jedná o národně-osvobozenecký boj.
Skličující konec Freikorpsu ve srovnání s patetickými výzvami k sebeobraně na počátku ukázal naplno degradaci sudetoněmeckého dobrovolnického sboru. Přesvědčení příslušníků SdFK o boji za sebeurčení se ukázalo jako mylné, byli pouhými nástroji, Konrad Henlein pouze vykonával Hitlerovy rozkazy, kterými Hitler sledoval zničení Československa, a nikoliv osvobození sudetských Němců. Řada bývalých příslušníků SdFK byla po rozpuštění organizace zklamána, neboť nedošlo k naplnění slibů o místech u policie či obdržení penze. Datum začátku teroristické kampaně vedené Freikorpsem (17. září 1938) bylo pozdější československou exilovou vládou v Londýně určeno jako datum, kdy Československo vstoupilo do válečného stavu s Německem. Tohoto dne Německo porušilo mezinárodní úmluvy tím, že povolilo na svém území organizování a vyzbrojování SdFK a podpořilo je v jejich útocích proti československému území.

## Velení a struktura
Od samého počátku byl velením SdFK pověřen Konrad Henlein, jeho zástupcem byl ustanoven Karl Hermann Frank. Jako Henleinův vojenský poradce byl určen podplukovník Köchling. Sídlo velení bylo v Bayreuthu, na zámku Donndorf. Ke štábu SdFK byli přiděleni styční důstojníci. Kromě pplk. Fredericka Köchlinga, který zastupoval vrchní velení armády se zde nacházeli zástupci SA, SS a NSDAP. Henlein měl i přímý kontakt s šéfem Abwehru W. Canarisem, který byl jako účastník protihitlerovského odboje na příkaz Hitlera 9. dubna 1945 popraven.
Pro vybudování SdFK vydal Hitler přímé směrnice:
- do SdFK mohou být přijímáni pouze sudetští Němci, říšským Němcům je vstup zakázán (což v praxi nebylo uskutečněno, neboť velitelská místa musela být kvůli nedostatku kádrů obsazována z řad SA a SS)
- jednotliví příslušníci SdFK budou sloužit ve svém „domovském úseku“ (důvodem je důvěrná znalost prostředí, ve kterém budou operovat)
- příslušníci SdFK budou vybaveni pouze rakouskými zbraněmi (tj. zbraněmi získanými při anšlusu Rakouska)
- organizační struktura SdFK bude založena na struktuře SA

Další požadavky pro vstup:
- přijímáni jsou pouze dobrovolníci
- dolní věková hranice pro vstup je 18 let, horní hranice je 50 let, pro důstojníky a poddůstojníky horní věková hranice neplatí, ostatní dobrovolníci nad 50 let budou sloužit beze zbraně v zabezpečovacích službách
- každý žadatel musí mít dva ručitele, kteří dosvědčí jeho oddanost společné věci
- každý nový člen musel složit slib věrnosti:

Přísahám při Bohu všemohoucím, že se jako bojovník dobrovolnického sboru, vědomý si svých povinností, cítím zavázán svému nejvyššímu vůdci Adolfu Hitlerovi v nezlomné věrnosti až k smrti. Přísahám, že budu vždy statečným a věrným bojovníkem dobrovolnického sboru, že budu poslušen svých nadřízených a splním všechny povinnosti beze zbytku.
SdFK měl i svou bojovou píseň Sudetenland.

### Počet členů
V udávaném počtu příslušníků se různé zdroje liší. 18. září měl SdFK 10–15 tis. členů a další se hlásili. 19. září Henlein stanovil jako horní hranici počtu členů SdFK 40 tisíc. K 22. září počet příslušníků činil 26 tisíc a po 23. září po vyhlášení mobilizace v ČSR se díky zvýšeném přílivu uprchlíků počet členů opět zvedl. K 1. říjnu činil počet členů 34 500 (jiný zdroj uvádí 40 884).

### Struktura SdFK
K 18. září 1938 se SdFK členil na čtyři skupiny. Každá z těchto skupin měla určený jeden úsek čs. pohraničí:
- I. skupina – Slezsko (velitelství sídlilo v Breslau, dnešní Wrocław, velitel Fritz Köllner)
- II. skupina – Sasko (velitelství sídlilo v Drážďanech, velitel Franz May)
- III. skupina – Bavorská východní marka (velitelství sídlilo v Bayreuthu, velitel Willi Brandner)
- IV. skupina – Alpy/Dunaj (velitelství sídlilo ve Vídni, velitel Fritz Bürger)

Při reorganizaci 20. září došlo k dalšímu rozdělení pravomocí a úseků působnosti a počet skupin byl určen na šest:
- I. skupina – Dolní Podunají (velitelství sídlilo ve Vídni)
- II. skupina – Horní Podunají (velitelství sídlilo v Linci)
- III. skupina – Bavorská východní marka (velitelství sídlilo v Bayreuthu)
- IV. skupina – Sasko (velitelství sídlilo v Drážďanech)
- V. skupina – Dolní Slezsko (velitelství sídlilo v Hirschbergu, dnes Jelení Hora v Polsku)
- VI. skupina – Horní Slezsko (velitelství v Breslau)

Každá skupina byla rozdělena na 5 praporů. Prapor se skládal ze 4 rot. Každá z rot měla 3–5 čet (150–300 mužů), každá z čet se dále dělila na 3–5 družstev. Každé družstvo se skládalo z 15 mužů. Každá rota měla přidělený svůj bojový úsek, který se shodoval s hraničním úsekem okresu na československé straně hranice.

## Další součásti SdFK
Kromě pozemních jednotek bylo součástí SdFK i letectvo. Jednotka sudetoněmeckého letectva sídlila v Alt Lönnewitzu a skládala se ze dvou pilotů a 42 mužů pozemního personálu, přičemž ve výcviku bylo dalších 28 pilotů.
SdFK mělo svou vlastní zpravodajskou službu. Řídil ji Richard Lammel. Tato služba sídlila v Selbu a jejím úkolem bylo koordinovat činnost SdFK a provádět vyhodnocování jejích akcí. Dále se pak zabývala zpravodajským vytěžováním uprchlíků a shromažďováním informací potřebných pro vojenský útok proti Československu. Pro plnění těchto úkolů spolupracovala sudetoněmecká ZS se zpravodajskými službami Říše.

## Výzbroj a výstroj
SdFK bylo financováno z rozpočtu Wehrmachtu. Část prostředků ale pocházela i od SS, NSDAP a sudetoněmeckých organizací.
Uniforma příslušníka SdFK byla tvořena obvykle civilním oblečením, v některých případech doplněným výstrojovými součástmi SA či ukořistěnými z výstroje československých bezpečnostních složek (např. československé přilby vz. 32, tzv. hříbek). Pro identifikaci používali příslušníci SdFK černou čepici s odznakem, na kterém byl hákový kříž v bílém poli a dále potom pásku s hákovým křížem navlečenou na levé ruce (ale pouze při akcích).
Vyzbrojeni byli především zbraněmi rakouského původu. Jednalo se o pušky Mannlincher 1895 a kulomety Schwarzlose. Z německé výzbroje to byly pušky vz. 98, samopaly Bergmann a granáty. Kromě toho se používaly i kořistní zbraně čs. výroby: pušky vz. 24 a lehké kulomety vz. 26.

## Ztráty
Jako vlastní ztráty udával SdFK k 24. září 1938 32 padlých, 61 zraněných a 3 nezvěstné Celkové ztráty SdFK činily 52 padlých, 65 zraněných a 19 nezvěstných.

## Akce SdFK

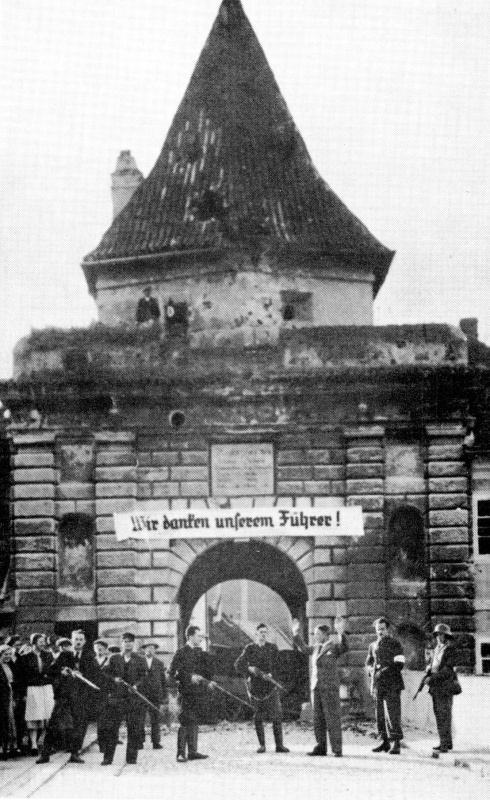
Budějovická brána v Českém Krumlově se stopami po ostřelování tanky československé armády

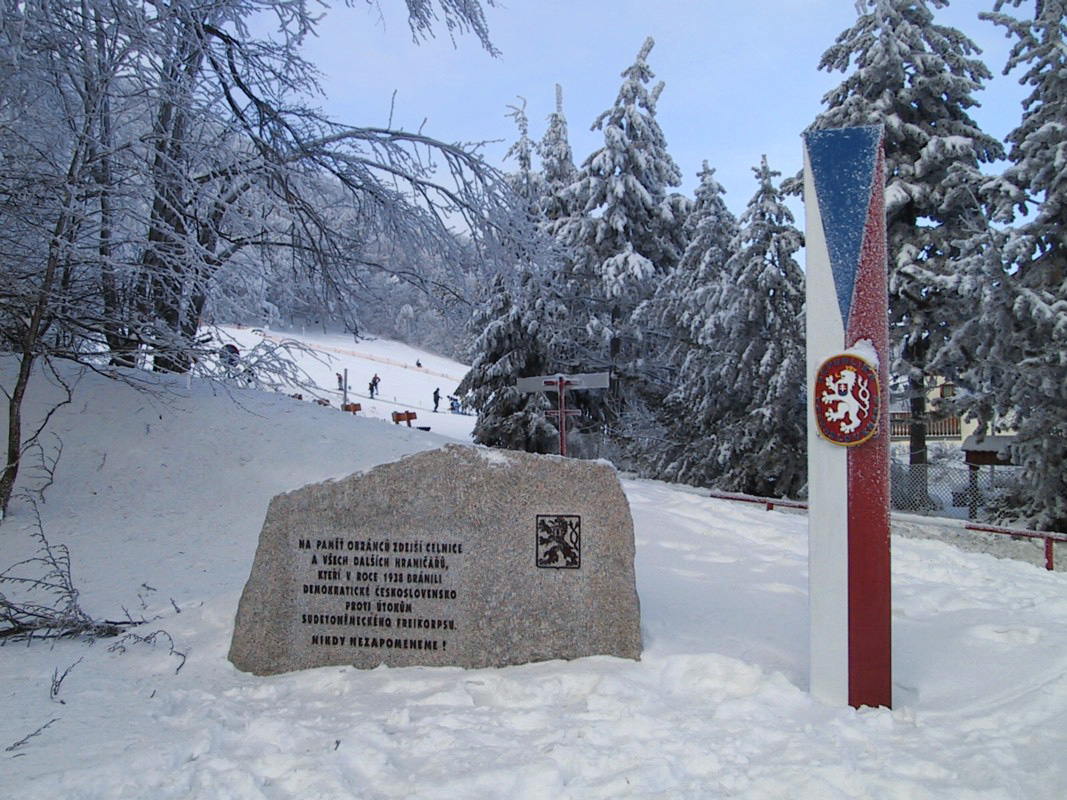
Pomník obráncům hranic v Horní Světlé

Oddíly SdFK podnikly 164–200 akcí teroristického charakteru, při kterých více než 110 příslušníků čs. státní moci, civilistů a sudetských Němců, kteří zůstali čs. republice loajální zabily, 50 zranily a 2029 československých občanů zavlekly do Říše (jednalo se o příslušníky SOS, armády a civilisty z řad jejich rodinných příslušníků či sudetoněmeckých odpůrců nacismu, většina z nich se domů vrátila v rámci repatriace do konce roku 1938). Zničily a vyplenily řadu čs. státních úřadů (celnice, úřadovny finanční stráže, nádražní budovy, budovy pošty), ale i obchody patřící Čechům či Židům. Při obsazení Varnsdorfu z budovy Československé národní banky uloupily 18 milionů korun.
K prvnímu střetnutí SdFK s ozbrojenou čs. mocí došlo v poledních hodinách u hraničního přechodu ve Varnsdorfu, kdy byla střelbou napadena dvoučlenná československá hlídka, když byla na možnost útoku upozorněna německým antifašistou. Příslušníci hlídky palbu (přes zákaz úředních míst) opětovali. Útočníci tím byli zaskočeni a rychle se stáhli.

### Nejvýznamnější střetnutí
- V noci z 21. na 22. září zaútočily v prostoru Šluknovského výběžku oddíly SdFK. Podařilo se jim výběžek obsadit včetně Varnsdorfu, zajato bylo více než 432 příslušníků SOS (důvodem bylo zhroucení velitelské struktury na čs. straně a zrada tří čs. hejtmanů a jednoho z velitelů SOS), do Německa byli odvlékáni i zaměstnanci Československých státních drah a Československé pošty. Společně s SdFK se akce účastnili i příslušníci SS a SA,[37] protiakcí čs. armády (nasazena byla pěchota s podporou tanků a obrněných vozidel) se sice podařilo 23. září nastolit opět zákonný pořádek a získat ztracené území zpět, po vyhlášení mobilizace a následném stažení se armády na obranné linie se 24. září šluknovského výběžku zmocnila opět SdFK.

### Další střetnutí
- noc ze 17. na 18. září: útok v Ašském výběžku na budovy finanční stráže, četnictva policie
- 19. září: přepad celnice v Bartošovicích a družstva SOS v Mladkově
- noc z 19 na 20. září: útok proti celnímu úřadu na Pomezních Boudách
- 20. září: obsazeny oblasti Osoblažsko, Jindřichov, Albrechticko, útok proti objektu lehkého opevnění vz. 36 v Petříkovicích
- noc z 20. na 21. září: útok na družstvo SOS na celním úřadě ve Wiesu u Chebu, na oddělení finanční stráže Kaplické Chalupy a přepadení celnice v Habarticích
- 21. září: útok na četnickou stanici v Liptani, další útoky ve Vidnavě, Frývaldově a na trati Hanušovice–Hlucholazy, společný útok SdFK a SS v Ašském výběžku, obsazení Aše[37]
- 22. září: útoky oddílu SdFK na Cetviny, Boží Dar, Vejprty, Ústí nad Labem, Hrádek nad Nisou, Heřmanice, v Pomezí nad Ohří na čsl. vojáky útočili příslušníci SS Totenkopf a němečtí četníci, přepad četnické stanice v Liptani (4 příslušníci finanční stráže a 2 četníci byli zajati a poté postříleni a dobíjeni šavlemi), útok proti celnímu úřadu ve Vidnavě
- noc z 23. na 24. září: útok v Srbské
- 23. září: přestřelka s příslušníky SOS v Mníšku u Mostu
- 24. září: útok oddílu SdFK na oddíl SOS v Úvalně, v Bruntále útok na kasárna
- 25. září: útok proti družstvu SOS na Králickém Sněžníku a na oddělení finanční stráže Kaplické Chalupy (viz kapitola "Boje v pohraničí 1938")
- 26. září: přestřelky příslušníků SdFK a SOS v Horní Lipové, v Loučkách u Krnova a Cukmantlu (dnes Zlaté Hory), v oblasti Javorníku padlo do zajetí 112 příslušníků finanční stráže, četnictva a SOS
- 27. září: útoky proti celnímu úřadu, oddělení finanční stráže a stanovišti jednotky SOS v Broumově u Plané
- 28. září: boje SdFK s rotou 6. pěšího pluku, přestřelka v Linhartovech u Krnova, přepadení průzkumné hlídky SOS u Načetína
- 30. září: SdFK obsadili javornický a osoblažský výběžek poté, co se čs. armáda z této oblasti stáhla, další oddíl SdFK napadl polní stráž SOS u Chřibské a později v Dolním Podluží
- 1. říjen: začalo obsazování pohraničí, další srážky SdFK u Králík a Starého Města pod Sněžníkem, přepad polní stráže SOS u Rybniště, celnice v Čížově u Znojma
- 2. říjen: přepad hlídky SOS u Starých Hamrů, boje o Český Krumlov (zde čs. armáda nasadila i tankové jednotky)
- 4. října: přestřelky s SdFK v oblasti Opavska
- 9. října: útok SdFK proti Lichkovu, zajetí čety SOS, útok v Mladkově